# 米納勒爾斯普林 (密蘇里州)
米納勒爾斯普林（英語：Mineral Spring），又名帕納西亞（Panacea），是位於美國密蘇里州巴里縣的非建制地區。

## 歷史
米納勒爾斯普林的郵局於1880年設立，其後於1940年停運。

## 地理
米納勒爾斯普林所處的海拔為高於海平面450米（即1476英呎），而該地所採用的時區為UTC-6，即北美中部時區（CST）。同時該地設有夏令時間，為UTC-6調快一小時，即UTC-5（CDT）。